# Fendt
 (avril 2020).
Si vous disposez d'ouvrages ou d'articles de référence ou si vous connaissez des sites web de qualité traitant du thème abordé ici, merci de compléter l'article en donnant les références utiles à sa vérifiabilité et en les liant à la section « Notes et références ».
Fendt GmbH est une entreprise allemande de construction de machines agricoles fondée en Bavière en 1930. Spécialisée à l'origine dans des modèles de faible puissance, elle produit aujourd'hui des tracteurs et des ensileuses automotrices, et commercialise aussi des moissonneuses-batteuses et des presses à balles à chambre variable depuis son intégration au groupe AGCO Corporation en 1997. Depuis 2016, la marque commercialise également du matériel de fenaison Fella sous les couleurs Fendt.

## Historique

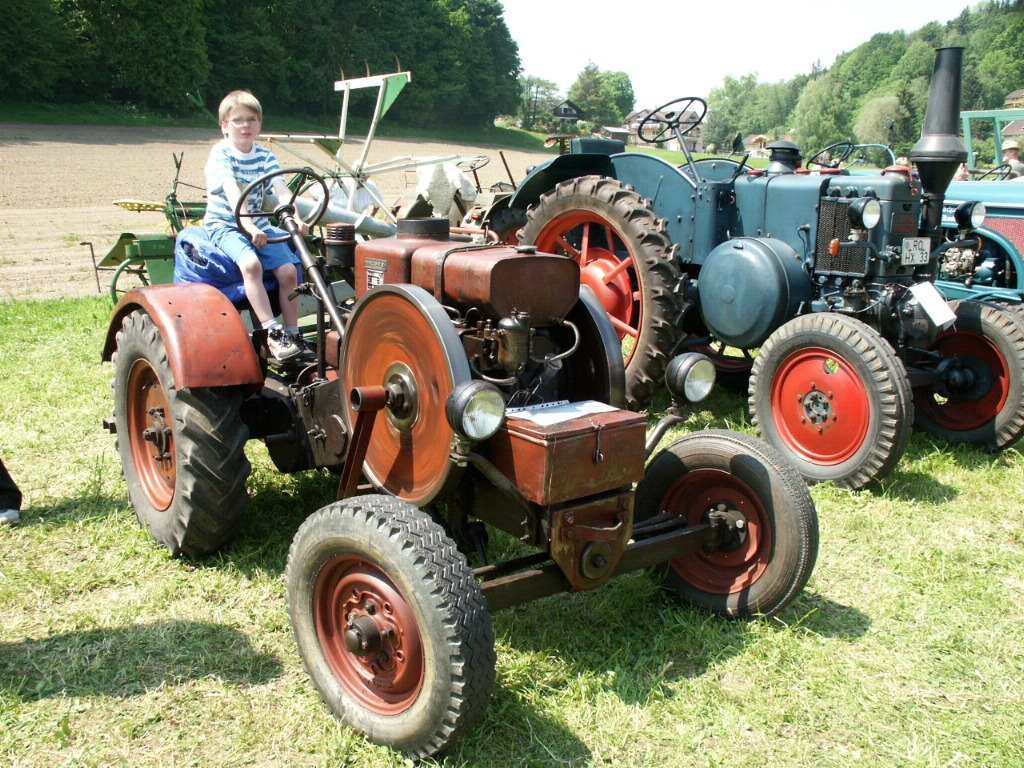
Dieselross 1938

- 1928 : construction d'une faucheuse automotrice à moteur essence de 4 ch dans la forge de Johann Georg Fendt à Marktoberdorf, en Souabe.
- 1930 : Fendt lance un tracteur de 6 ch équipé d'une faucheuse et d'une charrue, le Dieselross (littéralement « cheval diesel »).
- 1937 : l'entreprise s'inscrit au registre du commerce de Kempten im Allgäu (Souabe).
- 1938 : 1 000e Dieselross

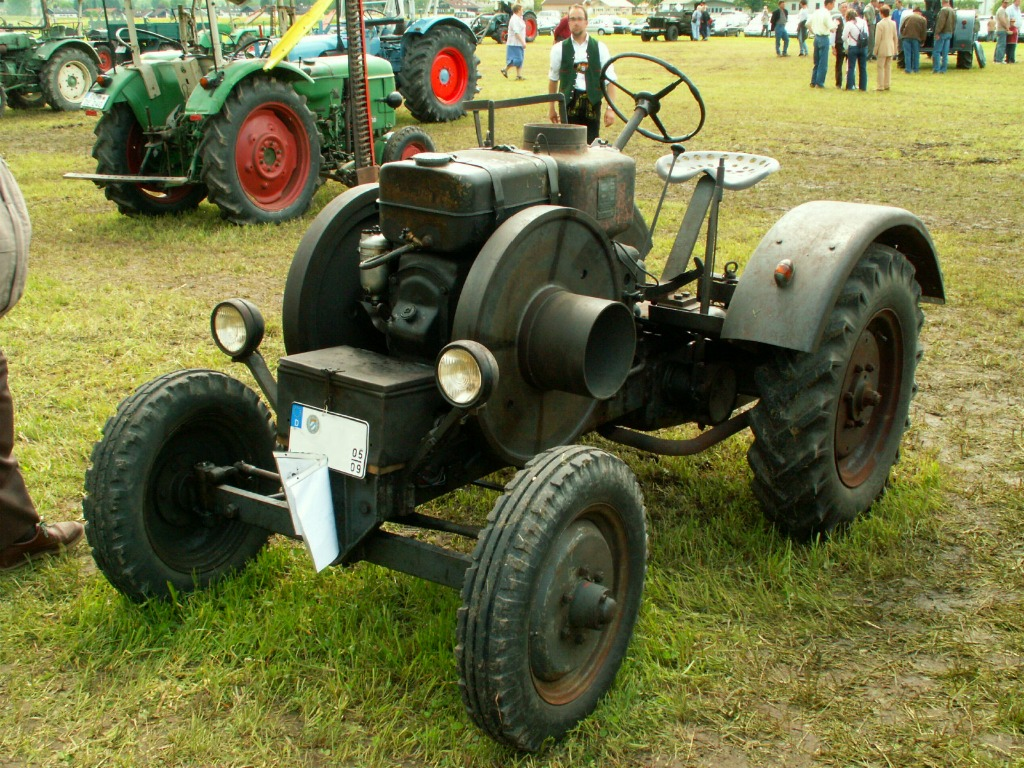
Modèle 1942

- 1942 : Fendt développe un tracteur à turbine à gaz de bois, d'une puissance de 25 ch, pour faire face à la pénurie de diesel en Allemagne (modèle rapidement abandonné).

Après la guerre, l'entreprise connaît un développement très important, grâce à une très forte demande.
- 1953 : début de la production en série du Dieselross F12 de 12 ch : ce tracteur possède 4 aires d'attelage, ce qui permet d'effectuer plusieurs travaux en même temps, avec une seule personne. Ce porte-outil fera la renommée de la marque.
- 1958 : le Favorit 1 dispose d'un moteur de 40 ch et de l'étagement (superposition) de la boîte de vitesses multiples.
- 1961 : 100 000e tracteur Fendt (un Farmer 2 de 30 ch). Le porte-outil est généralisé sur tous les modèles de la marque.
- 1976 : lancement de la gamme Favorit, tracteurs de forte puissance (jusqu'à 150 ch).

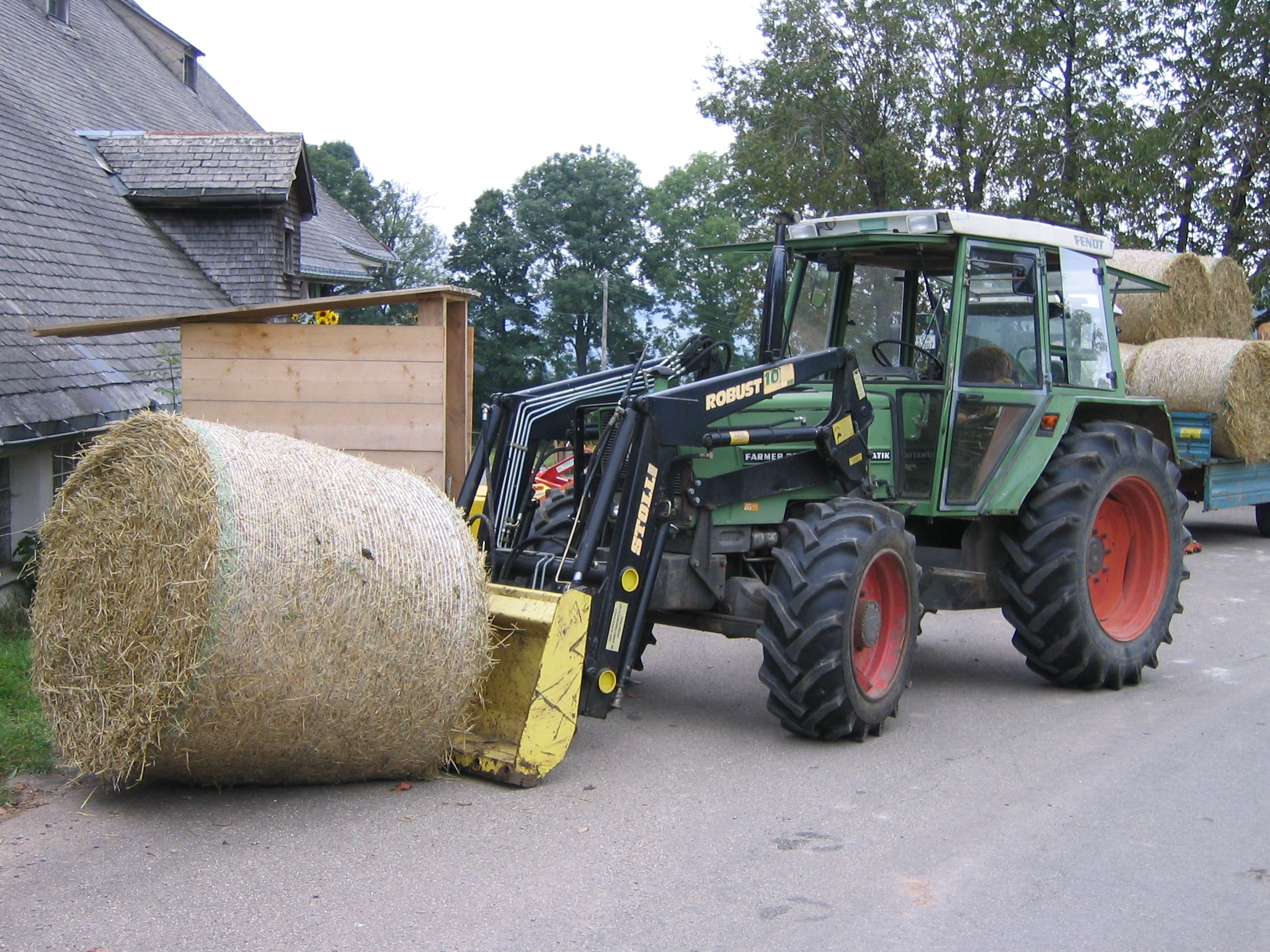
Fendt Farmer turbomatik

- 1984 : lancement des Farmer 300, qui atteignent 40 km/h (tracteur le plus rapide de l'époque)[citation nécessaire] et une cabine à amortisseurs en caoutchouc (ébauche de la suspension cabine).
- 1984 : modèle 380 GTA, dont le moteur est sous la cabine, ce qui lui assure, selon la marque, une « visibilité totale ».
- 1985 : Fendt devient le leader du tracteur en Allemagne, grâce à son avance technique. Sa gamme s'enrichit de tracteurs destinés à la viticulture et à l'arboriculture, la série 200 de 40 à 75 ch.
- 1993 : lancement de la série 800, pouvant atteindre 240 ch et 50 km/h. Équipée d'une boîte powershift, cette série possède aussi (en option) une suspension hydropneumatique sur sa cabine et sur le pont avant.
- 1995 : les tracteurs Xylon, conçus pour des usages multiples, avec quartre roues motrices.

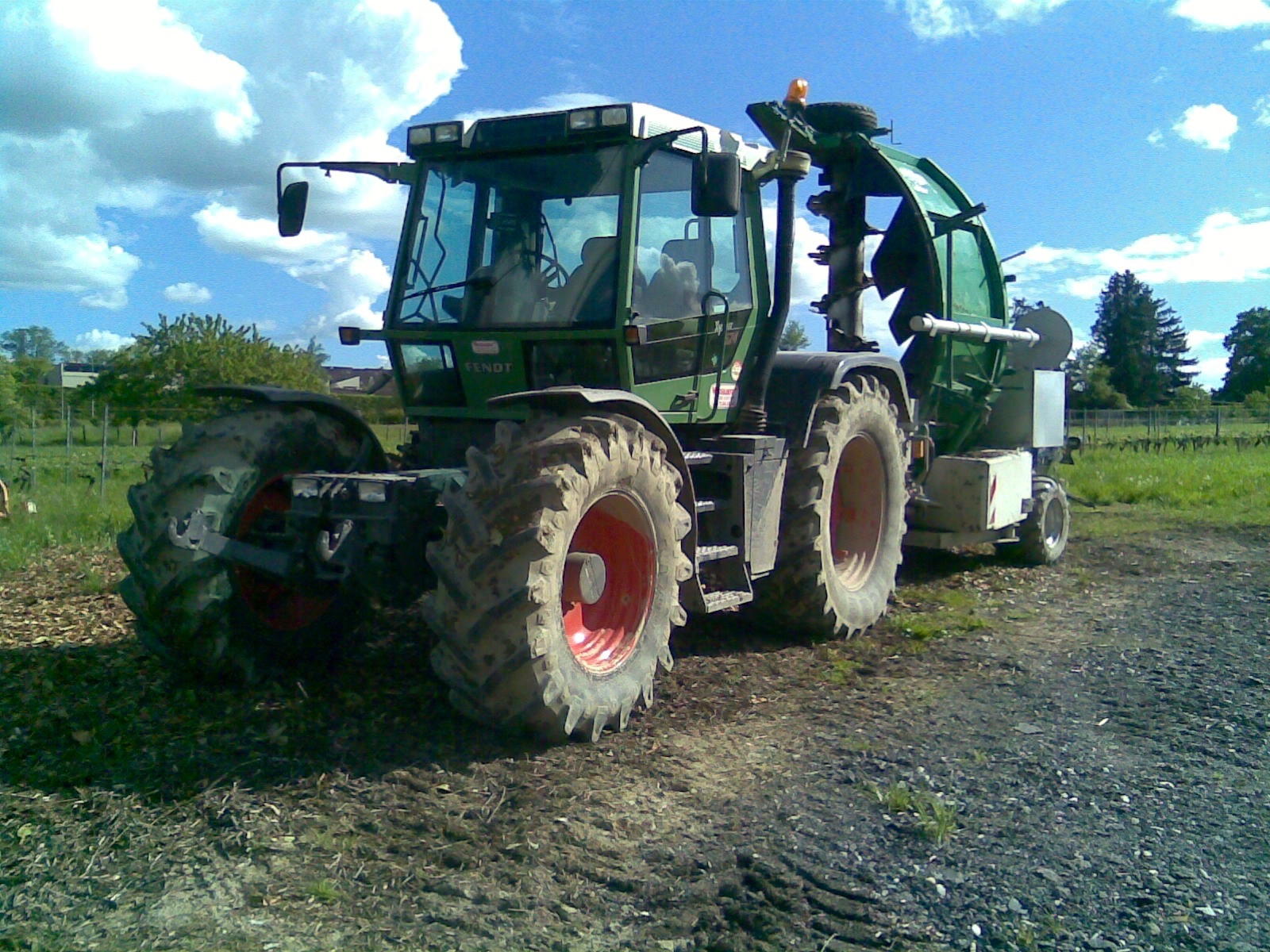
Tracteur Fendt Xylon 524

- 1996 : à partir de cette date, la boîte de vitesses powershift est remplacée par une transmission continue (Vario), installée dans un premier temps sur les Fendt de la série 900 (160 à 260 ch).
- 1997 : Fendt intègre le groupe Agco au côté du constructeur Massey Ferguson
- 1998 : la gamme est complétée par les Vario 700, d'une puissance maximale de 160 ch
- 2004 : Fendt équipe ses tracteurs d'une suspension autorégulée sur le pont avant.
- 2007 : présentation du Trisix lors de l'Agritechnica. Ce tracteur est un prototype issu d'une étude conceptuelle sur les tracteurs de très forte puissance. Il est équipé de 3 essieux (donc 6 roues, chacune avec une suspension indépendante), de la cabine X5, du variocenter, de l'ABS, deux transmissions à variations continues, d'une puissance de 540 ch, une longueur de 7,61 m et une largeur de 2,75 m. Il est actuellement à l'essai sur le terrain.
- 2009 : tous les tracteurs Fendt sont équipés d'une boite vario ; Fendt atteint les 100 000 tracteurs Vario vendus
- 2010 : présentation des ensileuses Fendt Katana 65 et lancement du nouveau Fendt 939 d'une puissance de 390 ch avec l'ABS et la technologie SCR
- 2011 : présentation de la nouvelle génération des 700 Vario SCR
- 2012 : présentation de la nouvelle génération des 500 Vario SCR ainsi que l'achèvement de l'extension de la nouvelle usine le 28 septembre.
- 2013 : Lancement des séries 900 et 800 s4 et du projet Fendt X concept
- 2014 : Présentation de la Fendt Katana 85 qui vient agrandir la gamme d'ensileuse présente dans le catalogue Fendt, première sortie officielle du prototype Fendt vario 1050, de la série 700 scr s4 et de la nouvelle série 300 vario scr
- 2015 : Présentation officielle du Fendt 1050 vario sur le sol français et dans un salon couvert a l'occasion du SIMA 2015, en fin d'année FENDT annonce un élargissement de son catalogue avec la présentation des outils Fendt cutter et slicer, Fendt twister et enfin Fendt former (faucheuse, faneuse, andaineur) qui viennent compléter la gamme déjà présente avec les tracteurs, moissonneuses, ensileuses.
- 2016 : Présentation a l'agritechnica de l'autochargeuse Fendt Euroliner 2200 et lancement du 1000 vario en France. Changement de couleur pour toute la gamme, avec la création du « natural green », rendant les engins plus tape-à-l'œil. Présentation pour le constructeur Challenger, faisant partie également du groupe AGCO, du Challenger 1000, qui base sa conception sur le Fendt 1000 et qui se voit attribuer une couleur jaune et des jantes grises, ce tracteur est réalisé pour conquérir le marché américain.
- 2023 : Présentation des séries 600 Vario, appellation qui n'avait pas été donnée par la marque depuis 40 ans, cette série vient remplacer les "petits" 700 qui voient leur puissance augmenter pour monter à 280 chevaux.

### Les Favorit 500 C
Cette série dispose de 6 modèles de 95 à 150 ch, dotés d'un moteur MWM, d'une suspension sur le pont avant et d'une boîte Turboshift, avec vitesses enclenchables sous charge. Leur vitesse atteint 50 km/h (bridée selon les pays). Leur stabilité, leur maniabilité (même en pneumatiques de grande dimension) et leur économie de coût et d'entretien les distinguent des modèles des autres marques.
- Charge utile de 4 tonnes.
- Circuit hydraulique et prises de force puissants : quatre régimes de prise de force : 540/750/1 000 tr/min.
- Niveau sonore de seulement 72 dB à l'intérieur de la cabine.
- Rentabilité globale : la consommation des moteurs est limitée à 199 g/kWh.

### Les Favorit 800 C
Ces modèles sont caractérisés par :
- La puissance : les 240 ch maximum développés par les nouveaux moteurs et la conception du tracteur conduisent à une force de traction unique.
- Le confort : la suspension de la cabine et du pont avant (en option) alliée au compensateur d'oscillations améliore le confort et la sécurité.
- La maniabilité : l'étroitesse du capot diminue le rayon de braquage.
- La polyvalence : avec un poids total autorisé de 14 tonnes, le favorit 800 a une capacité d'alourdissement de 6 tonnes (ce qui en vient à dire qu'il pèse aux alentours des 8 tonnes). L'avantage est qu'il peut aisément être combiné pour les travaux grâce aux performances du relevage et de la prise de force avant.

## Modèles actuels: la variation continue

### Les 700 Vario

#### Moteur

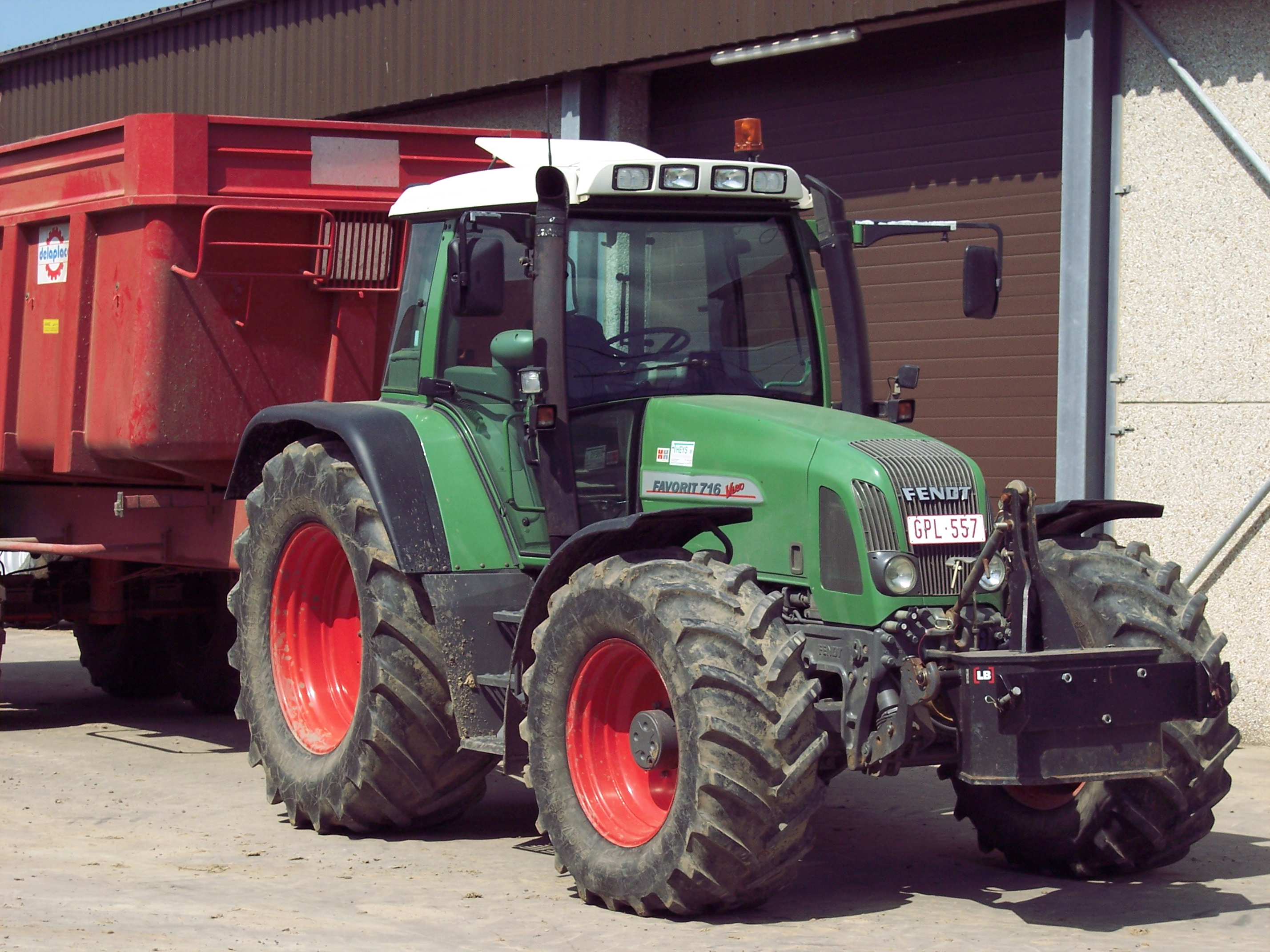
Fendt 716 Vario.

Le Favorit 700 est équipé d'un nouveau moteur [Deutz], économique et respectueux de l'environnement. Ce moteur possède les caractéristiques suivantes :
Technologie 4 soupapes par cylindre : 2 soupapes d'admission et 2 d'échappement
Ensemble compact de refroidissement : 
- circulation de l'air à travers 2 radiateurs
- Faible encrassement
- Contrôle électrique du niveau du liquide de refroidissement

Respectueux de l'environnement :
- Faible niveau sonore
- Faible consommation de carburant
- Compatible avec les carburants biologiques
- Faible émission de matière polluante
- Intervalles d'entretien allongés

#### La transmission continue
La transmission Vario se compose de 2 éléments : l'un hydraulique, l'autre mécanique. Le Fendt Favorit 926 Vario est le premier tracteur à en être équipé.
Partie hydraulique
Une pompe à cylindrée variable alimente un moteur hydraulique réglable. Pompe et moteur sont couplés et se régulent en parallèle.
Partie mécanique
Elle se compose d'un train planétaire et d'une commande de plage : Il existe 2 plages différentes, l'une pour les champs et l'autre pour la route. L'arbre supportant le moteur est relié à la partie mécanique par des roues dentées.
Fonctionnement
À l'entrée de la transmission, le train planétaire transmet, dans un rapport constant, le couple à la partie mécanique via le planétaire central d'une part et à la partie hydraulique via la couronne d'autre part. La transmission fonctionne selon le principe de tout engrenage différentiel. Dans la partie hydraulique, la pompe à cylindrée variable est commandée par le moteur. Dans la partie mécanique, le couple restant est également transmis à l'arbre sommateur par l'intermédiaire de roues dentées. Sur cet arbre s'additionnent donc les couples de la partie hydrostatique et de la partie mécanique.

### Les 800 Vario
Ces modèles ne diffèrent que par leurs puissances supérieures à la série 700. Cependant, un nouveau carburant a été élaboré sur cette série : le colza, installé sur le Fendt Vario 820 Greentec. Ce tracteur comprend un double réservoir : le premier d'une contenance de 340 litres est destiné au colza tandis que le second contient le fioul. Le tracteur roule en moyenne pour 80 % au colza. Pour le démarrage et jusqu'à ce que le moteur soit chaud, il consomme du fioul.

### Les 900 vario

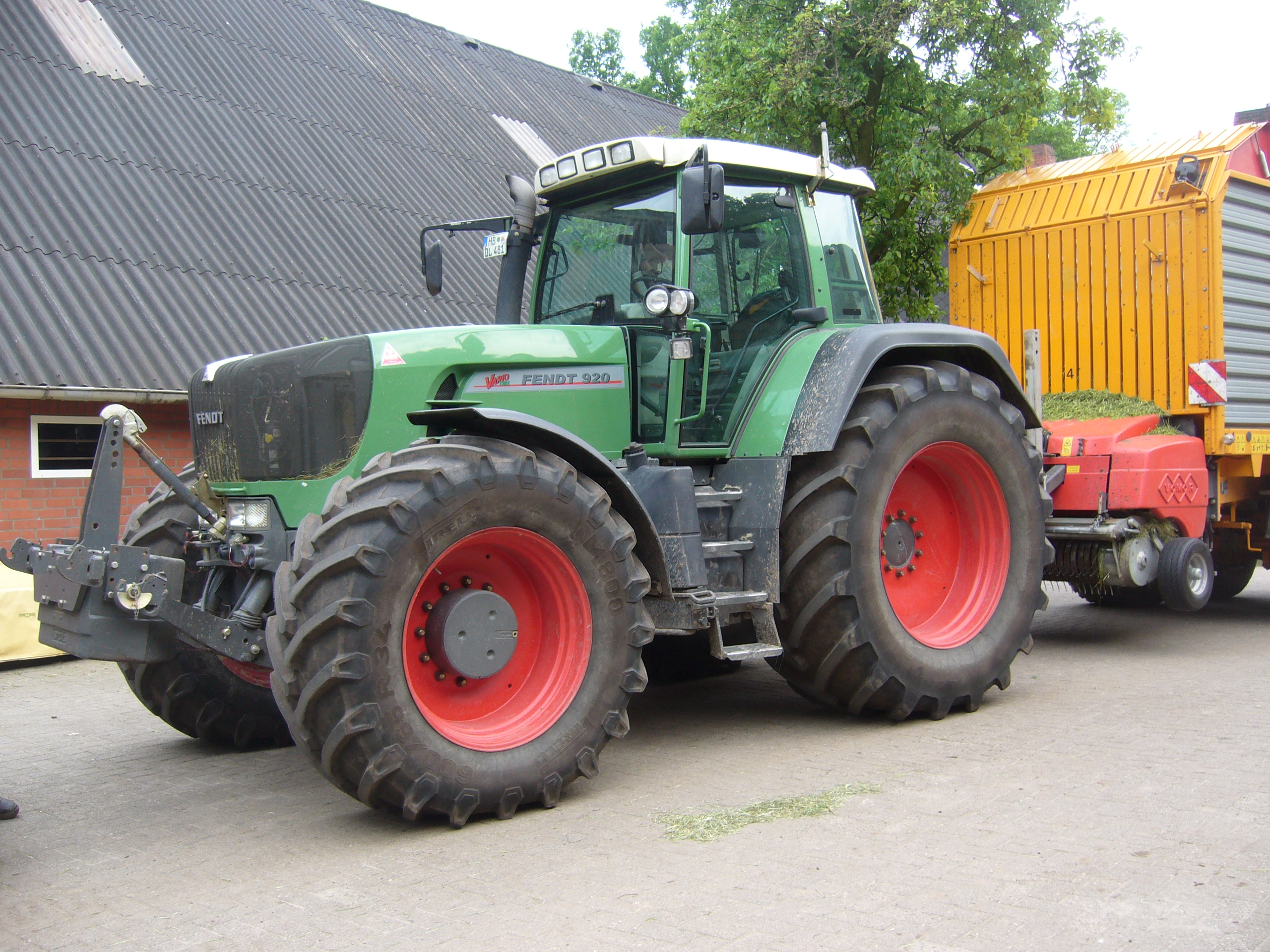
Fendt 920 Vario.

Cette série était la plus puissante de la marque avant l'apparition de la série 1000, avec des tracteurs de 200 à 390 chevaux. Une étude avec la marque Porsche a été faite pour améliorer le design du tracteur. Ces améliorations se situent au niveau de la cabine, du capot moteur et de l'éclairage.
Afin d’optimiser la puissance du moteur pour des travaux à forte demande en traction, les Fendt 900 Vario ont été dotés d'un nouveau concept de pneus : ils atteignent un diamètre  de 2,15 m à l'arrière et de 1,75 m à l'avant. Les jantes arrière peuvent supporter une masse allant jusqu'à 1 000 kg sans aucune restriction sur la vitesse d'avancement.

#### Moteurs économiques: une nouveauté
En raison du coût de plus en plus élevé du carburant, un nouveau système d'injection « high-tech » a été mis au point : le système de recyclage externe des gaz d'échappement se refroidit et dose ponctuellement les gaz d'admission, dont une partie est reconduite vers la chambre de combustion : ceci permet de réduire de manière significative la consommation de carburant.

### Les 1000 Vario
(décembre 2020).

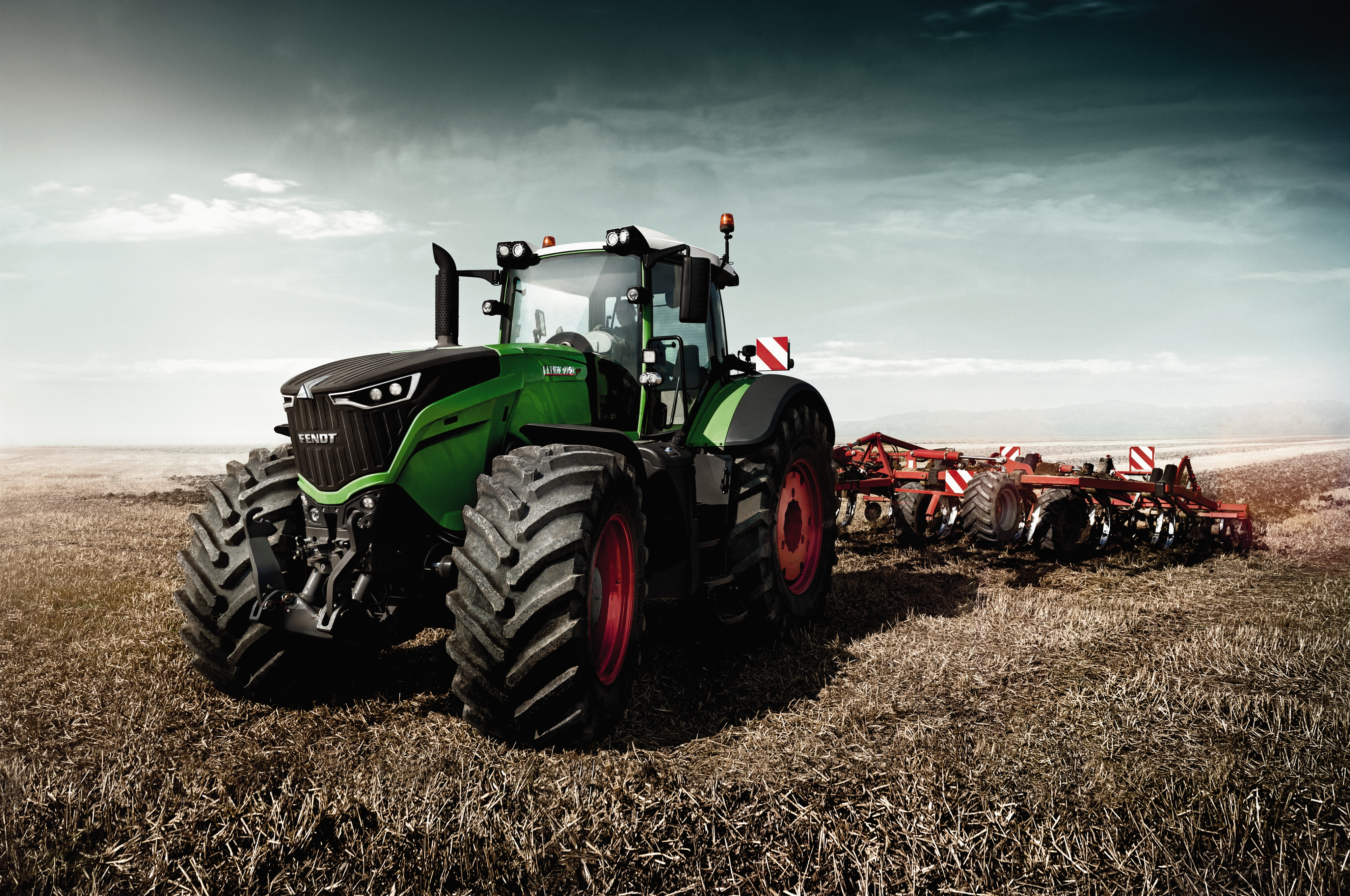
Fendt 1050 Vario.

Cette série de tracteurs est la série la plus puissante dans un gabarit toujours standard, avec une puissance moteur de 380 à 500 chevaux. Le Fendt 1050 a un prix de départ fixé à 432 000 €, il possède le poste inversé (comme sur les Fendt 939 et 936). Il est équipé de phares LED et de pneus Trelleborg TM1000 de dimension 900/65R46 (2,35 m de haut) à l'arrière  et 710/60R38 à l’avant. Il a été conçu principalement pour les travaux de sols (labour, semis, cover-crops , décompactage, etc.). Il possède un moteur MAN de 12,6 L de cylindrée répondant aux normes "Tiers 4 final".
Il sera sur le marché français entre 2016 et 2017.

### Tracteurs électriques
Le Fendt e100 Vario est un tracteur électrique présenté au salon Agritechnica de Hanovre en 2017.